# Psammoecus incertior
Psammoecus incertior es una especie de coleóptero de la familia Silvanidae.

## Distribución geográfica
Habita en Australia.